# 조선민주주의인민공화국 도시경영성
도시경영성(都市經營省)은 조선민주주의인민공화국 내각에서 도시계획, 건축, 조경 관리 및 도시 재개발에 관한 사무를 관장하는 중앙행정기관이다. 1948년 9월 2일 내각 출범과 동시에 설립되었다.

## 연혁
- 1948년 9월 2일 내각 도시경영성 출범
- 1967년 12월 28일 도시경영성에서 도시경영부로 명칭 변경
- 2000년 9월 5일 폐지
- 2003년 9월 3일 도시경영성 신설

## 역대 상, 부상

### 역대 도시경영상
- 리용 : 1948년 9월 2일 ~
- 이기석 : 1955년 1월 20일 ~
- 렴태준 : 1962년 7월 11일 ~ 1962년 10월 22일
- 렴태준 : 1962년 10월 23일 ~ 1972년
- 렴태준 : 1972년 ~
- 진문덕 : 1967년 12월 16일 ~
- 리철봉 : 1989년 6월 ~ 1990년 5월 23일, 부장
- 리철봉 : 1990년 5월 24일 ~  , 부장
- 최종건 : 1999년 4월 ~ 2008년
- 황학원 : 2008년 ~ 2013년 4월
- 강영수 : 2013년 4월 ~ 2021년 1월
- 임경재 : 2021년 1월 ~

### 역대 부부상
- 최종건(崔宗健) 1997년 9월 ~ 1998년 9월, 부부장

## 산하 기관
- 수도건설위원회(내각 직속으로 승격, 년도 미상)
- 수도건설지휘부

## 같이 보기
- 건설성
- 도시경영 및 국토환경보호성
- 국가계획위원회
- 지방행정성
- 지방경리성